# Pleśno (Bisztynek)
Pour les articles homonymes, voir Pleśno.
Pleśno est un village polonais de la voïvodie de Varmie-Mazurie, dans le powiat de Bartoszyce.